# Сесілія Монсдоттер
Сесілія Монсдоттер Ека (близько 1476–1523), також звана Сесілія з Еки — шведська шляхтанка, дружина Еріка Йоханссона Вази і матір шведського короля Густава I.

## Біографія
Сесілія народилася близько 1476 року в Ека, Лілкірка, яка зараз відома як Ека, округ Еребру в Швеції. Вона була найстаршою з двох дітей шляхтичів Сіґрід Ескілсдоттер Банер і Магнуса Карлссона Еки. Пізніше її мати одружилася вдруге і стала матір'ю знаменитої Крістіни Юлленшерни. 
Сесілія Монсдоттер одружилася зі знатним Еріком Йоханссоном Вазою до 1495 року і народила від нього восьмеро дітей. Їхні діти народилися або в Оркесті, або в замку Рідбохольм, або в Ліндхольмені, Валлентуна, у сучасному графстві Стокгольм (швед. Stockholms Län ), на південному сході Швеції.
У 1520 році зведена сестра Сесілії Крістіна захищала Стокгольм від данського вторгнення, але була змушена здатися. Сесілія овдовіла (чоловіка стратили в Стокгольмській кривавій лазні в 1520). Вона, Крістіна, її мати та її дочки належали до шведських шляхтанок, взятих у полон до данців. Їх вивезли до Данії в 1521 році і ув'язнили в сумнозвісній Блааторнет (Блакитна вежа) в замку Копенгагена, де вона померла від чуми в 1523 році разом з двома її молодшими дочками Мартою і Емерентією.
Король Крістіан пообіцяв Сесілії свободу, якщо вона переконає свого сина Густава підкоритися йому. Вона погодилася і вступила в переговори зі своїм сином і написала йому, але не змогла його переконати. Сесілія померла того ж року, коли її син Густав став королем нової незалежної Швеції, яку він звільнив від Данії.
За легендою, насправді вона була страчена королем Данії. Як акт помсти після того, як її син проголосив себе королем Швеції, король Данії змусив її пошити мішок. Після того, як вона закінчила, він нібито поклав її в мішок і кинув у море, де вона втопилася. Проте немає підтверджень того, що ця легенда правдива, хоча кажуть, що у в’язниці з жінками жорстоко поводилися через холодне повітря, недогляд та голод. Спосіб страти був тим самим методом, яким її матір ледь не стратили під час Стокгольмської кривавої лазні. Насправді вважається, що вона померла від чуми разом із двома молодшими дочками.
Її мати, її зведена сестра Крістіна та її старша дочка Маргарета врешті-решт були звільнені і повернулися до Швеції.

## Родина
Чоловік — Ерік Йоханссон Ваза
Діти:
- Густав Ерікссон Ваза (1495–1560) — став королем Швеції в 1523 році.
- Маргарета Еріксдоттер Ваза (1497–1536)
- Йохан Ерікссон (нар. 1499, пом. молодий)
- Магнус Ерікссон (1501–1529)
- Анна Еріксдоттер (1503–1545) — черниця в абатстві Вадстена
- Біргітта Еріксдоттер (1505 р.н., молода)
- Марта Еріксдоттер (1507–1523)
- Емерентія Еріксдоттер (1507–1523)